# Световна шахматна федерация
Световната шахматна федерация (известна като ФИДЕ – от френски Fédération Internationale des Échecs, на английски World Chess Federation) е международна неправителствена организация, съставена от национални шахматни федерации. Основана е на 20 юли 1924 г. в Париж. ФИДЕ е ръководен орган, регулиращ всички международни състезания по шахмат, като: Шахматните олимпиади и световните шахматни първенства, изчислява личните рейтинги на шахматистите ЕЛО, определя шахматните правила, дава званията майстор, международен майстор и гросмайстор за мъже и жени и назначава съдиите на шахматните състезания. Дейността на организацията е разпределена между 14 комисии.
През 1989 г. ФИДЕ е призната за международна организация, а през 1999 г. и от Международния олимпийски комитет (МОК).
ФИДЕ е сред най-големите спортни организации в света, с членуващи към момента 195 федерации и над 40 провеждани официални първенства за юноши, жени, мъже и шахматисти старша възраст. Национални олимпийски комитети в 115 страни са асоциирали и признали напълно шахмата; 105 държави го признават като спорт и броят им непрестанно нараства. ФИДЕ цели развитие на шахмата за всички народи по света, както и повишаване на шахматната култура на спортна, научна, креативна и културна основа. Федерацията се стреми към значителен ръст на броя на хората, които взимат участие в различни шахматни турнири, което от своя страна да доведе до повишаване нивото на участие в световен мащаб. Целта е двойна – подпомагане на най-добрите играчи за достигане на нови върхове и увеличаване на ресурса от нови таланти – потенциални световни шампиони.

## История на ФИДЕ

### Основаване на Федерацията и ранни години
През април 1914 г. в Санкт-Петербург е поета инициативата за създаване на международна шахматна федерация. Идеята не предизвиква нужния интерес и през юли същата година, по време на Световния турнир по шахмат Менхайм, е отправено ново предложение, което също остава без резултат, поради избухването на Първата световна война.
Следващата стъпка към създаването на федерация е установяването на т.нар. правила London Rules (по предложение на световния шампион Хосе Раул Капабланка през 1922 г.). Според тях печели този, който победи в шест игри, а всяка среща продължава не повече от 5 часа, като за 2 часа и половина всеки играч има право на не повече от 40 хода; освен това в продължение на 1 година шампионът е длъжен да защитава титлата си, приемайки отправени към него предизвикателства с награден фонд минимум 10 000 $. Единственият мач, проведен по тези правила, е срещата Капабланка – Александър Алехин през 1927 г.
Световната шахматна федерация (ФИДЕ) е основана през 1924 г. в Париж, когато е проведен и първият шахматен турнир в рамките на Осмите олимпийски игри. В първите години от създаването си Федерацията се ползва с малка власт в света на шахмата и страда от липса на финансиране.
В периода 1925 – 1926 г. започва организирането на първата Световна шахматна олимпиада. ФИДЕ прави някои промени в Лондонските правила – отхвърля задължителната минимална вноска от 10 000 $, тъй като е сметната за непосилна. Поради прекалено късното разпращане на поканите, на т. нар. Малка олимпиада през 1926 г. участват представители на само четири държави – Унгария (победител), Югославия, Румъния и Германия. През следващата година започва организацията по провеждането на Турнира на нациите, останал известен под името Световна олимпиада по шахмат.
През 1936 г. Българският шахматен съюз става член на ФИДЕ.

### 1946– 1993 година
В този период в световния шахмат настъпва хаос. Огромните загуби по време и след края на Втората световна война правят много държави неспособни да изпращат свои представители на световни турнири. Един от най-засегнатите е Съветският съюз. Ситуацията е изострена и от дългогодишния отказ на СССР да се присъедини към ФИДЕ, особено като се вземе предвид, че най-изявените шахматисти са именно негови представители. Положението усложнява и смъртта на Алехин, който умира през 1946 г., докато все още е световен шампион.
Кризата започва да отминава постепенно през 1947 г., когато Съветският съюз изпраща до ФИДЕ телеграма, чрез която заявява желание за представителство в бъдещите срещи на Федерацията и се извинява за отсъствието на такова. Освен това е взето решение формата на турнира АВРО (1938 г.) да стане основа на Световния шампионат през 1948 г. Турнирът АВРО събира осемте най-добри играчи по това време. Двама от тях обаче – Капабланка и Алехин, са починали и ФИДЕ решава, че шампионатът ще се проведе между останалите шестима, които ще се състезават на принципа ‘всеки срещу всеки’. Това са: Макс Еве (Холандия), Михаил Ботвиник, Паул Керес и Сало Флор (СССР) и Рубен Файн и Самуел Решевски (САЩ). Впоследствие Рубен се оттегля, а Флор е заменен от Василий Смислов. Световен шампион става Михаил Ботвиник.
Именно след този шампионат се поставя началото на последователността, в която ще се излъчват претендентите за следващото световно първенство по шахмат. Става въпрос за тригодишен цикъл. Първо се провеждат Зонални турнири (броят им зависи от броя на играчите, които всяка държава излъчва). Победителите от зоналните турнири участват в Междузонални турнири (провеждат се два такива). Най-високо класиралите се играчи се състезават в Турнира на кандидатите, а победителят в него се среща с настоящия световен шампион. Така е до 1962 г., когато възниква спор около американския шахматист Боби Фишер.

#### Противоречия около Боби Фишер
По време на Турнира на кандидатите в Кюрасао през 1962 г. представителят на САЩ Боби Фишер твърди, че съветските шахматисти Тигран Петросян, Паул Керес и Ефим Гелер предварително са уговорили равенство в срещите помежду си, а Виктор Корчной е инструктиран да загуби от тях – в резултат Фишер завършва четвърти, много след тримата играчи на СССР. Статистически анализ от 2006 г. подкрепя версията на Фишер за събитията от турнира в Кюрасао и доказва нейната истинност, но при конкретното неубедително представяне на Фишер. Говорейки обективно, удържането на висши позиции с помощта на договорени ремита е било възможно, но само защото Фишер действително е изоставал от фаворитите. Ако той реално е претендирал на първото място, съветските гросмайстори са могли да го спрат само печелейки един срещу друг. Дори и самият Фишер в една от партиите с Гелер се съгласява на реми на 14-ия ход, а с Керес – на 12-ия. В отговор ФИДЕ променя формата на Турнира на кандидатите – използва се системата на елиминиране, а не принципът „всеки срещу всеки“.
През 1969 г. следва друг скандал, в основата на който стои американският шахматист. Той отказва да участва в Шампионата на САЩ, защото има разногласия за формата на турнира и наградния фонд. Фишер обаче претендира за правото си на участие в следващите кръгове, тъй като този шампионат е Зонален турнир. Тогавашният президент на ФИДЕ Макс Еве успява да изтълкува правилата за участие много гъвкаво и позволява на Фишер да участва в Междузоналния турнир в Палма де Майорка през 1970 г. Той побеждава убедително, класира се за Турнира на кандидатите (1971 г.), където също излиза победител и печели правото през следващата година да се изправи срещу носителя на световната титла Борис Спаски. Фишер побеждава Спаски и става новият световен шампион по шахмат.
Следва пореден конфликт между ФИДЕ и Фишер, който се обявява против установената практика световният шампион да губи титлата си при загуба от претендента и иска той да го победи най-малко два пъти, за да си заслужи титлата.
Фишер губи титлата си на 3 април 1975 г. след като му е отнета, заради неприемливите условия, които поставя за мача си с Анатолий Карпов – ФИДЕ определя Хавана за града, в който ще се проведе срещата между Фишер и претендента Карпов. Американските власти отказват да пуснат Фишер на кубинска земя. Той поставя условие партиите да се играят по телефона. Това предложение е отхвърлено, тъй като се губи факторът за психологическо влияние по време на партията. Анатолий Карпов става единственият в историята световен шампион по шахмат без да е играл партии във финален мач или турнир за титлата.

#### Противоречия между ФИДЕ и СССР (1970-те)
През 1976 г. претендентът за световната титла Виктор Корчной търси политическо убежище в Холандия. ФИДЕ дава обещание, че той ще запази всичките си права, а по-късно се противопоставя и на опитите на СССР да предотврати срещата за титлата между Корчной и Анатолий Карпов (1978 г.). През същата година ФИДЕ решава да проведе Шахматната олимпиада в Израел, а тогава СССР не признава Израел за автономна държава.

#### 1983– 1985 година
По време на Световното първенство по шахмат през 1984 г. на финалната среща един срещу друг се изправят Анатолий Карпов и Гари Каспаров. Победител е този, който спечели в шест игри. След първите 27 игри Карпов води с 5:0, но до 48-ата игра Каспаров почти е изравнил резултата – 5:3. Мачът продължава 159 дни и след 6-дневни преговори ФИДЕ решава срещата да бъде прекратена и подновена отново след осем месеца при резултат 0:0; поставя се и лимит от 24 игри. Карпов обаче се противопоставя на решението на Федерацията. Двубоят между двамата шахматисти е възобновен в Москва. Гари Каспаров печели с 13:11, отнема титлата от Карпов и става новият световен шампион.

### 1993 година–
От 1993 г. до 2006 г. настъпва разделение в света на шахмата. През 1992 г. Найджъл Шорт печели Турнира на кандидатите и става основният претендент за титлата на Гари Каспаров. В процеса на организация на срещата между двамата, ФИДЕ твърде бързо приема Манчестър (Великобритания) да бъде домакин на събитието, без да се допита до мнението на двамата шахматисти. Каспаров и Шорт считат, че ФИДЕ не им е подсигурила най-добрата оферта за участие и решават да се състезават под егидата на Професионалната асоциация по шахмат. Федерацията отнема титлата на Каспаров, отлъчва двамата шахматисти и урежда среща между Анатолий Карпов и Ян Тиман, отстранен от Шорт на полуфиналния Турнир на кандидатите. Така на първенството през 1993 г. Гари Каспаров и Анатолий Карпов си поделят титлата световен шампион.
Едва година по-късно Каспаров вече счита отцепването си от ФИДЕ за грешка и дори подкрепя повторната кандидатура на Кампоманес.
През 1994 г. Флоренцио Кампоманес, който подава оставка след подозрения в корупция, президент на Федерацията става Кирсан Илюмжинов, президент на Република Калмикия.
В следващите няколко години са направени няколко неуспешни опита да бъде обединен световният шахмат. В крайна сметка през 2006 г. се играе обединителен мач за световната шахматна корона между Владимир Крамник (победил Гари Каспаров в турнира Brain Games World Chess Championship) и Веселин Топалов. И по време на тази среща възниква неприятен спор, вследствие на който една игра е присъдена на Топалов. Победител и носител на обединената титла става Крамник.
През 2007 г. световен шампион става Вишванатан Ананд от Индия. Той печели обединената титла в мач с Владимир Крамник. Успява да я защити в мачове през 2008 г. срещу Крамник, през 2010 г. срещу Топалов и през 2012 г. срещу Гелфанд.
На 22 ноември 2013 г. световен шампион става Магнус Карлсен (Норвегия), който побеждава Ананд в мач за титлата. Защитава я 4 пъти, а през 2022 г. отказва това в преговорите с ФИДЕ и остава шампион до април 2023 г. 

### Критики към политиката на ФИДЕ
По времето, когато Макс Еве е президент на ФИДЕ (1970 – 1978 г.), тя се разраства бързо, а Флоренцио Кампоманес (президент в периода 1982 – 1995 г.) продължава неговата политика, а освен това предлага и всеки член на Федерацията да получава правото на един глас при вземането на решения. Бившият световен шампион Анатолий Карпов определя това като нож с две остриета – приемането на толкова много бедни държави води до получаването на вакуум в ръководството начело на световния шахмат и това води до манипулиране на решенията.

## Структура
Структурата на ФИДЕ включва официални лица, колективни органи и комисии.
| Официални лица - Президент - Заместник-президент - Почетен президент - Генерален секретар - Касиер - Вицепрезиденти (включително почетни и континентални) - Зонални президенти - Изпълнителен директор - Ревизор - Председатели на комисии | Колективни органи - Генерална асамблея (Общо събрание) - Изпълнителен комитет (Изпълком) - Президентски съвет - Секретариат |

### Президенти на ФИДЕ
| 2018 –                 | Аркадий Дворкович    | Русия       |
| 1995 – 2018            | Кирсан Илюмжинов     | Русия       |
| 1982 – 1995            | Флоренцио Кампоманес | Филипини    |
| 1978 – 1982            | Фридрик Олафсон      | Исландия    |
| 1970 – 1978            | Махгиелис (Макс) Еве | Нидерландия |
| 1949 – 1970            | Фолке Рогард         | Швеция      |
| 1939 - 1946            | Август оҭ Муро       | Аржентина   |
| 1946 -1949 1924 – 1939 | Александер Рюб       | Нидерландия |

### Комисии
- Социална комисия
- Комисия за инвалиди
- Системи от сдвоявания и програми
- Комисия за честна игра
- Квалификационна комисия. 
Член от България е Илия Филипов.
- Комисия за глобална стратегия
- Комисия за планиране и развитие
- Треньорска комисия [5]
- Комисия по правилата
- Комисия по събития
- Комисия по етика и дисциплина
- Комисия по шах за жени [6]
- Комисия по шах в образованието
- Комисия на арбитрите

## Федерации членки

### Европа
Австрия, Азербайджан, Албания, Англия, Андора, Армения, Беларус, Белгия, Босна и Херцеговина, България, Германия, Гернси, Грузия, Гърция, Дания, Джърси, Естония, Израел, Ирландия, Исландия, Испания, Италия, Кипър, Косово, Латвия, Литва, Лихтенщайн, Люксембург, Малта, Молдова, Монако, Нидерландия, Норвегия, Полша, Португалия, Румъния, Русия, Сан Марино, Северна Македония, Словакия, Словения, Сърбия, Турция, Уелс, Украйна, Унгария, Фарьорски острови, Финландия, Франция, Хърватия, Черна гора, Чехия, Швейцария, Швеция, Шотландия.

### Африка
Алжир, Ангола, Ботсвана, Буркина Фасо, Бурунди, Габон, Гамбия, Гана, Джибути, Египет, Еритрея, Есватини, Етиопия, Замбия, Зимбабве, Кабо Верде, Камерун, Коморски острови, Конго, Кот д'Ивоар, Кения, Лесото, Либерия, Либия, Мавритания, Мавриций, Мадагаскар, Малави, Мали, Мароко, Мозамбик, Намибия, Нигерия, Руанда, Сао Томе и Принсипи, Свазиленд, Сейшелски острови, Сенегал, Сиера Леоне, Сомалия, Судан, Танзания, Того, Тунис, Уганда, Централноафриканска република, Южен Судан, Южна Африка.

### Америка
Американски Вирджински острови, Аржентина, Аруба, Барбадос, Бахами, Бермуда, Боливия, Бразилия, Британски Вирджински острови, Венецуела, Гватемала, Гвиана, Доминиканска република, Канада, Колумбия, Коста Рика, Куба, Еквадор, Ел Салвадор, Мексико, Нидерландски Антили, Никарагуа, Панама, Парагвай, Перу, Пуерто Рико, Суринам, Съединени американски щати, Тринидад и Тобаго, Уругвай, Хаити, Хондурас, Чили, Ямайка.

### Азия
Австралия, Афганистан, Бангладеш, Бахрейн, Бруней, Бутан, Виетнам, Гуам, Източен Тимор, Индия, Индонезия, Ирак, Иран, Йемен, Йордания, Казахстан, Камбоджа, Катар, Киргизстан, Китайска народна република, Кувейт, Лаос, Ливан, Макао, Малайзия, Малдиви, Мианмар, Монголия, Непал, Нова Зеландия, Обединени арабски емирства, Оман, Пакистан, Палау, Палестина, Папуа Нова Гвинея, Република Китай, Саудитска Арабия, Сингапур, Соломонови острови, Сирия, Таджикистан, Тайланд, Туркменистан, Узбекистан, Фиджи, Филипини, Хонг Конг, Шри Ланка, Южна Корея, Япония.